# Joan Thomsen
Joan Thomsen er en dansk tidligere fodboldspiller fra Femina.
Joan Thomsen var med på Femina-holdet som blev verdensmester i kvindefodbold i 1970 i Italien efter en sejr på 2-0 over Italien. Målene blev scoret af Helene Østergaard Hansen og Maria Sevcikova. Kampen blev sendt live på DR og efter VM blev finalen Danmark-Italien genudsendt i TV med Gunnar Nu Hansen som kommentator og Helene Østergaard Hansen som medkommentator.